# Ульяновская военная авиационная школа пилотов
Ульяновская военная авиационная школа пилотов — военное учебное заведение, готовившее лётчиков-истребителей и лётчиков-штурмовиков с 1931 по 1945 года. Дислоцировалась в городе Ульяновске.

## История

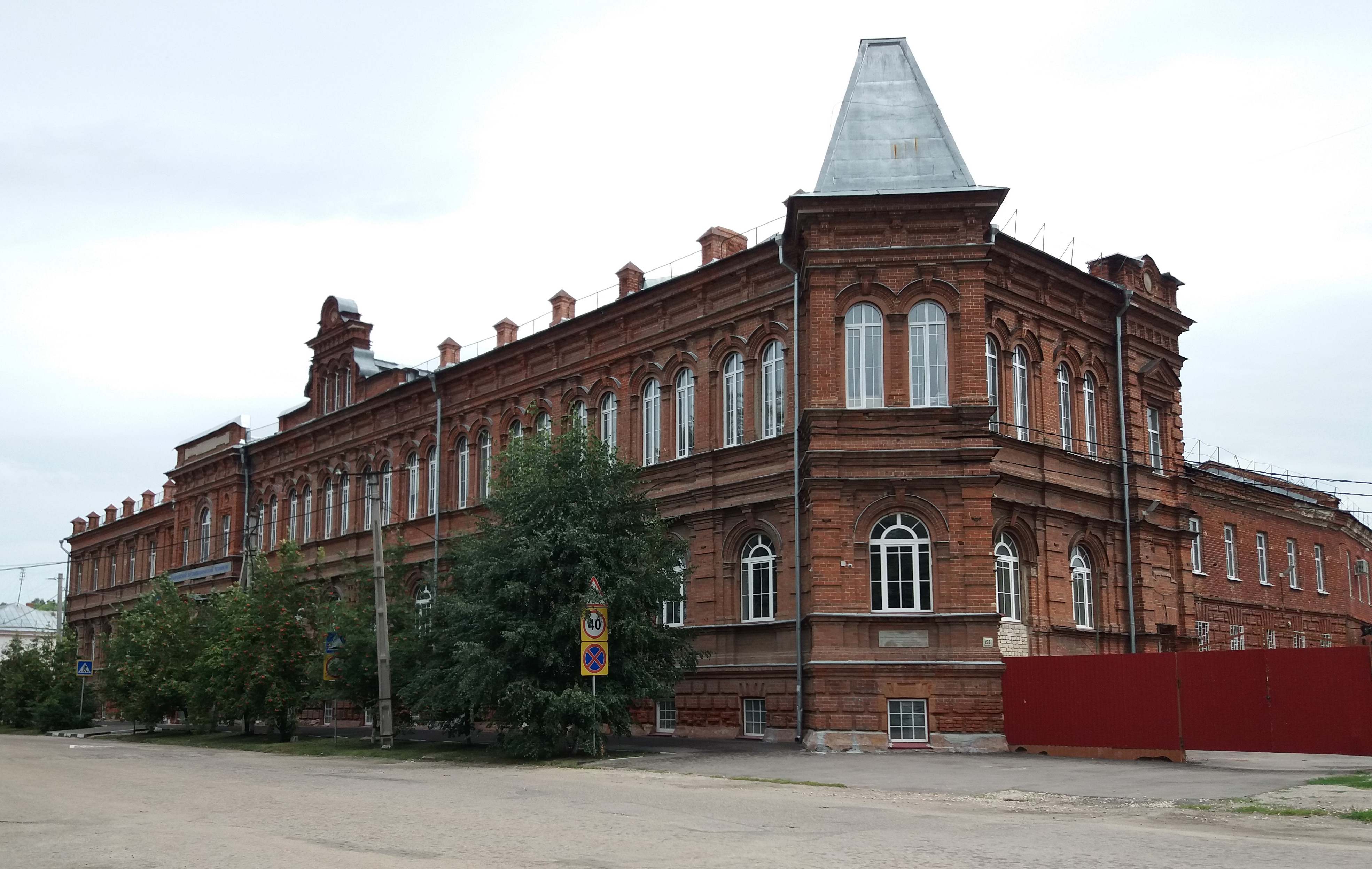
Здание УВАШП, ныне здание УАМТ.

17 августа 1931 года из Самары была передислоцирована авиашкола, которую переименовали в Ульяновскую краевую лётную школу.
Для размещения аэродрома была выделена территория около 250 га из состава земель колхоза «Родина Ильича» (с. Конно-Подгородная слобода), расположенных между московским трактом (ныне Московское шоссе) и рекой Свиягой. На аэродроме было построено здание командно-диспетчерского пункта (Московское шоссе, 53), два ангара для самолётов, водонапорная башня, водо-маслогрейка, мастерские, склад для горюче-смазочных материалов. Для размещения штаба и учебной части школы были выделены здания: по улице Гимова дом № 1 (бывшее Здание Городской управы, ныне музыкальное училище) и дом № 3 (бывший Дом Н. Я. Шатрова, ныне Дворец бракосочетания) — под общежитие курсантов. Для проживания командного состава и преподавателей школы — здание дома № 1 по улице Д. Ульянова (бывшее Здание типографии А. Т. Токарева). Торжественное открытие лётной школы состоялось 19 ноября 1931 года. Первый выпуск лётчиков состоялся в феврале 1933 года.
Самолётный парк Школы состоял из учебных самолётов У-2, УТ-1, УТ-2 с двигателями М-11 и боевых самолётов И-5 с двигателями М-22, И-15 «бис» с двигателем М-25 и разведчика Р-5 с двигателем М-17. Также были более старые — английский биплан «Avro 504», французская этажерка «Hanriot», голландский полутораплан Fokker D.XI.
Во второй половине декабря 1931 года в состав Ульяновской краевой школы пилотов перевели Пензенскую лётную школу.                                                                                                                                                                                                                          

Памятник в память о УВАШП (самолёт Як-52).

15 апреля 1932 года в историческом здании Симбирского ремесленного училища графа Орлова-Давыдова (арх. Р. А. Гёдике)  на улице Набережной реки Свияга, открылся 1-й Всесоюзный авиационный техникум ЦС ОСОАВИАХИМа (ОАХ).

Приказом ЦС ОСОАВИАХИМа от 5 ноября 1933 года Ульяновская лётная школа и авиатехникум были преобразованы в Объединённую школу пилотов и авиатехников ОСОАВИАХИМа. Школа стала готовить инструкторов-лётчиков, инструкторов-авиатехников и инструкторов-лётчиков-парашютистов.                                                                                                                 

Список лётчиков-героев УВАШП (стела на постаменте памятника).

С 1937 года при школе были образованы курсы усовершенствования начсостава.
В 1937 году командиром учебного взвода в Ульяновскую лётно-техническую школу был назначен Петренко Василий Яковлевич, будущий Герой Советского Союза.
В 1938 году преобразована в Ульяновскую объединённую лётно-техническую школу ОСОАВИАХИМа СССР.
В 1938 году командование Школы оказало шефскую помощь в создании Ульяновского аэроклуба. Первым начальником стал летчик-инструктор Молчанов А. Ф. и начальник штаба — летчик Караганов С. А.
Постановлением Совета Народных Комиссаров СССР «О военно-воздушных силах Красной Армии» № 2265-977сс от 5 ноября 1940 года — Ульяновская лётная школа была передана в Наркомат обороны и переименована в Ульяновскую военную авиационную школу пилотов.
25 февраля 1941 года СНК СССР и ЦК ВКП(б) приняли постановление «О реорганизации авиационных сил Красной Армии», которым устанавливалась новая система подготовки лётного и технического состава, по которому подготовка лётчиков должна была осуществляться последовательно в трёх типах учебных заведений:
- Первой ступенью являлись военные школы первоначального обучения со сроком обучения в мирное время четыре и в военное — три месяца.
- Второй, в мирное — девять, в военное — шесть.
- Третья ступень — два года, в военное — один год.

Для Ульяновской школы пилотов в мирное время был установлен 9 месяцев, в военное — 6 месяцев.
3 марта 1941 года вышел приказ НКО № 080 «Об установлении системы подготовки и порядка комплектования вузов Военно-Воздушных Сил и улучшении качества подготовки лётного и технического состава», согласно которому УВАШП стала готовить лётчиков-истребителей на самолётах И-15 и И-16"бис", а с декабря 1941 года — лётчиков-истребителей-штурмовиков на самолёте Ил-2.
За время войны лётная школа выпустила 561-го пилота на самолётах И-15 и И-16 (1941—1942) и 319 лётчиков штурмовиков на самолёты Ил-2, из них — 58 Героев Советского Союза.
Осенью 1945 года школа в связи с сокращением Вооруженных сил была расформирована, вся учебно-материальная база была передана Ульяновскому аэроклубу Осоавиахима, который в 1960 году был перебазирован в посёлок Белый Ключ.

## Начальники школы
- Богаенко (1931—1932),
- комиссар Константинов Георгий Иванович (с 9.1932—9.1937)[6][7],
- майор Веденин (1937—1940),
- полковник Урус Вольдемар Гансович (1940—1945);

## Память
- В 1981 году в 1-й школе города Новоульяновск открылся музей УВАШП — «Люди легенд» (руководитель Морозова Елизавета Романовна).
- В марте 1984 года, на бывшем здании Командно-диспечерского пункта аэродрома УВАШП (Московское шоссе, 53), установлена мемориальная доска.
- 19 ноября 2007 года была открыта мемориальная доска на здании, где располагалась школа[2].
- В 2012 году на Западном бульваре Ульяновска был открыт Памятник — Як-52, посвящённый выпускникам школы.
- 9 мая 2015 года была открыта памятная доска на постаменте памятника.

## Известные выпускники
На сегодняшний день известно о 56-ти Героях Советского Союза, одном Герое Российской Федерации и одном Герое Социалистического Труда, которые вышли из стен школы. Среди них:
| - Абазовский Константин Антонович, - Аверьянов Иван Васильевич, - Алексеев Борис Павлович, - Алексеев Павел Фёдорович, - Барковский Виктор Антонович, - Березуцкий Иван Михайлович, - Воронков Владимир Романович, - Герасимов Николай Семёнович — первый летчик-ульяновец (выпуск 1933 г.), - Голубев Георгий Гордеевич — бессменный ведомый трижды Героя Советского Союза А. И. Покрышкина, - Горовец Александр Константинович — уничтоживший 9 самолётов врага в одном бою, - Гуслев Георгий Данилович, - Дзюба Пётр Петрович, - Егорова-Тимофеева Анна Александровна, - Ерофеевский Африкант Платонович, - Ефимов Иван Николаевич, - Заикин Сергей Яковлевич, - Калашников Анатолий Степанович, - Капустников Николай Ильич, - Карелин Иван Вячеславович, - Кизима Андрей Иванович, - Кобылянский Иван Александрович, - Конукоев Назир Титуевич, - Конышев Николай Сергеевич, - Кузнецов Пётр Нифонтович, - Кузьмин Валерий Ильич, - Лебедев Дмитрий Ильич, - Лещенко Вячеслав Сергеевич, - Лисицын Дмитрий Фёдорович, - Макаров Михаил Афанасьевич, - Максимов Александр Ефимович, - Михалёв Василий Павлович, - Наржимский Владимир Александрович, - Новиков Алексей Иванович, - Паничкин Николай Степанович, - Пивоваров Михаил Евдокимович, - Писаревский Николай Фёдорович, - Похлебаев Иван Григорьевич, - Прокопенко Фёдор Фёдорович, - Расницов Анатолий Михайлович, - Ратников Пётр Петрович, - Ромашкин Тимофей Терентьевич, - Самочкин Анатолий Васильевич, - Селиванов Евграф Иосифович, - Сергеев Василий Павлович, - Сергеев Дмитрий Степанович, - Серёгин Василий Георгиевич, - Смирнов Дмитрий Иванович, - Стрельченко Владимир Игнатьевич — кроме звезды Героя, удостоен звания Почётного члена Военной дивизии Британской Империи, - Субботин Серафим Павлович, - Суворов Александр Яковлевич, - Тюлькин Михаил Николаевич, - Фомин Николай Иванович, - Фомичёва Клавдия Яковлевна, - Харчистов Виктор Владимирович, - Чекин Борис Сергеевич, - Чугунов Виктор Константинович, - Шеберстов Константин Яковлевич, - Яковлев Александр Иванович, - Якурнов Иван Федотович — совершивший 201 боевой вылет на штурмовике Ил-2. |

- В школе учился философ Зиновьев Александр Александрович.
- Хрущёв Леонид Никитович — советский военный лётчик, в 1938 году, при школе пилотов и авиатехников ОСОАВИАХИМа, окончил курсы усовершенствования командного состава ВВС.
- В кружках школы ОСОАВИАХИМа занимался брат Николая Паничкина — Михаил[10][11][12].
- Бубликов Фёдор Борисович — Герой Советского Союза, прошёл инструкторские курсы в УОШПА в 1935–1936 гг.[13]
- В 1946 году в школе учился Тихонов Михаил Иванович — Герой Советского Союза[14].

## Факты
- В августе 1933 года в Ульяновске впервые состоялся авиационный парад.
- 12 июля 1934 года Школу посетили первые Герои СССР: Водопьянов М. В., Доронин И. В., Ляпидевский А. В., Кренкель Э. Т., Бобров А. Н.
- Во время войны на средства колхозников «Родина Ильича» для выпускников школы были построены самолёты для двух эскадрилий — «Родина Ильича» и «Валериан Куйбышев».
- 10 января 1945 года во время учебного полёта потерпел катастрофу самолёт, управляемый командиром отряда Борисовым М. А.[15].

## Галерея

Мемориальная доска в память об УВАШП.
Мемориальная доска на бывшем здании КДП аэродрома УВАШП.
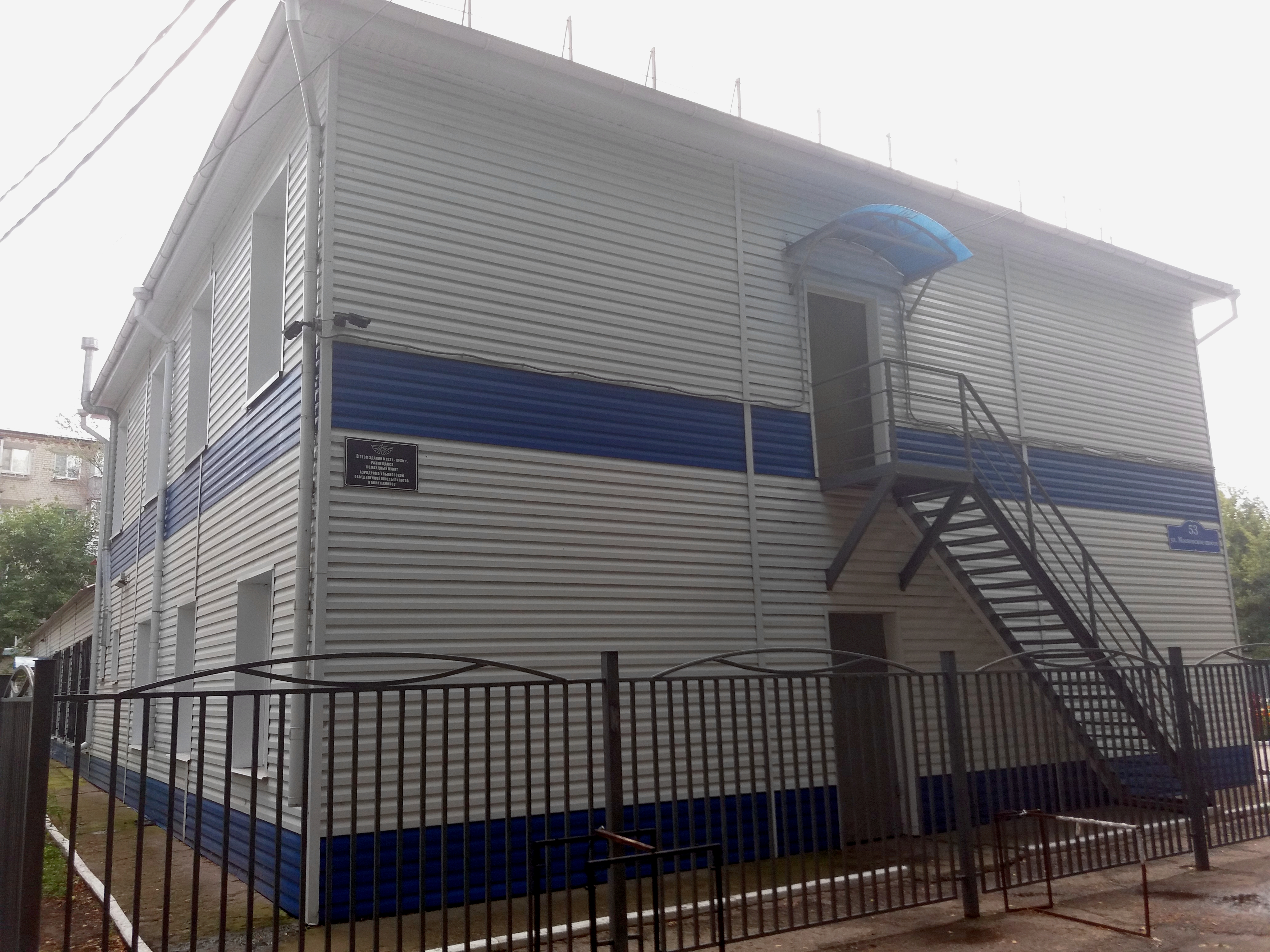
Бывшее здание КДП аэродрома УВАШП (Московское ш., 53).
Памятник лётчикам-героям УВАШП (самолёт Як-52).
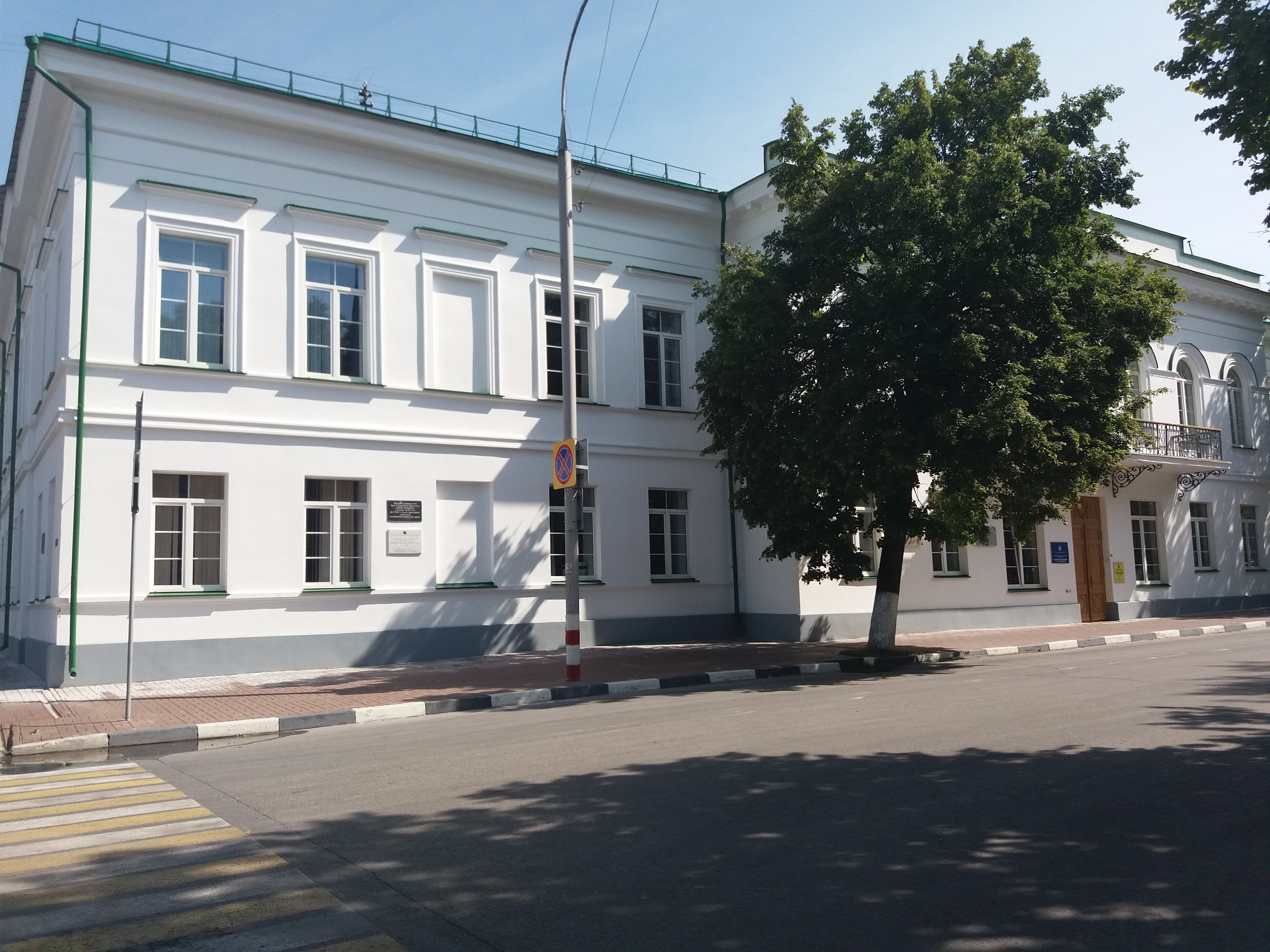
Бывшее здание для размещения штаба и учебной части школы (ул. Гимова, 1; бывшее Здание Городской управы, ныне музыкальное училище).
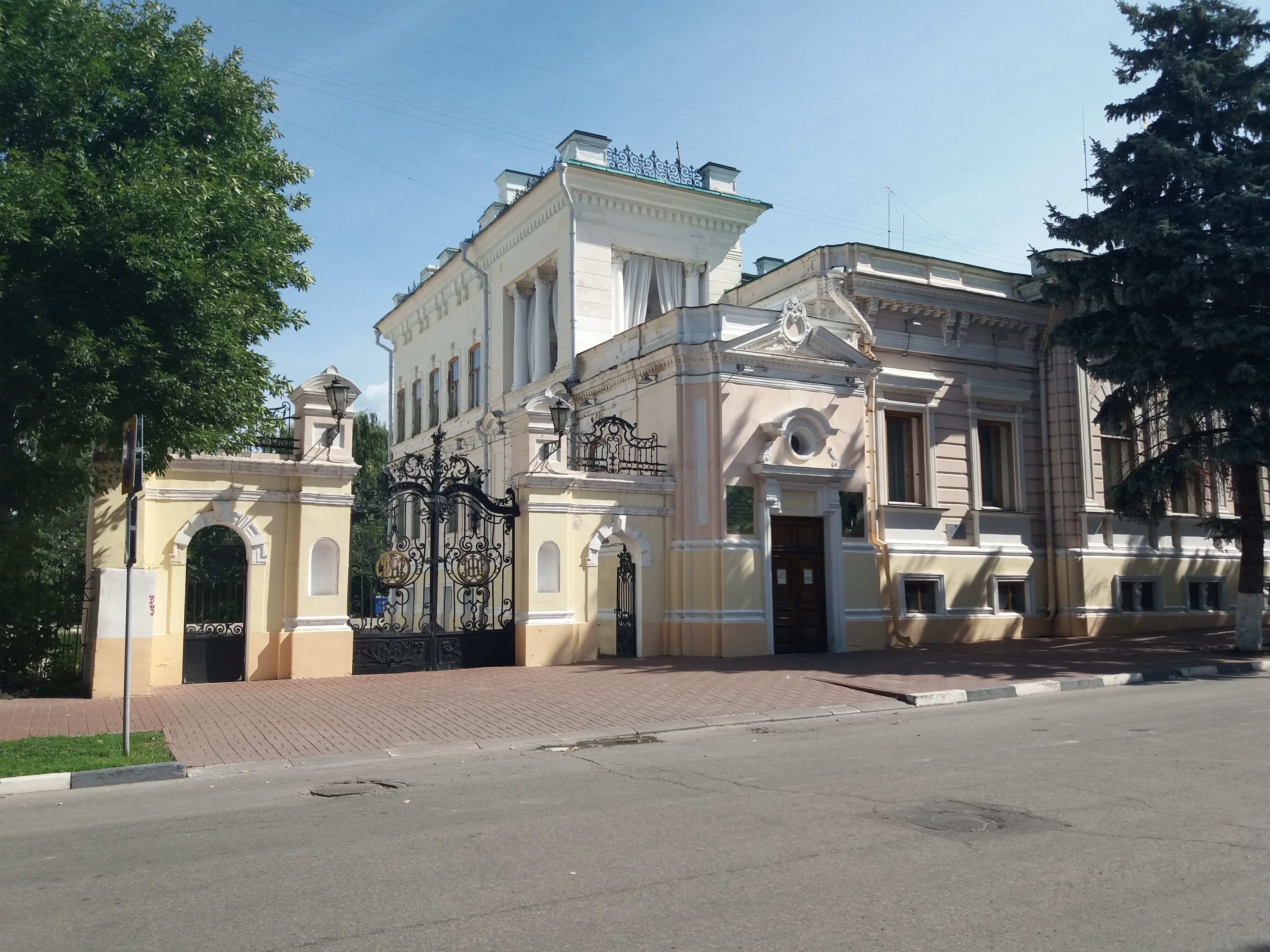
Бывшее здание под общежитие курсантов (ул. Гимова, 3. (бывший Дом Н. Я. Шатрова, ныне Дворец бракосочетания)).
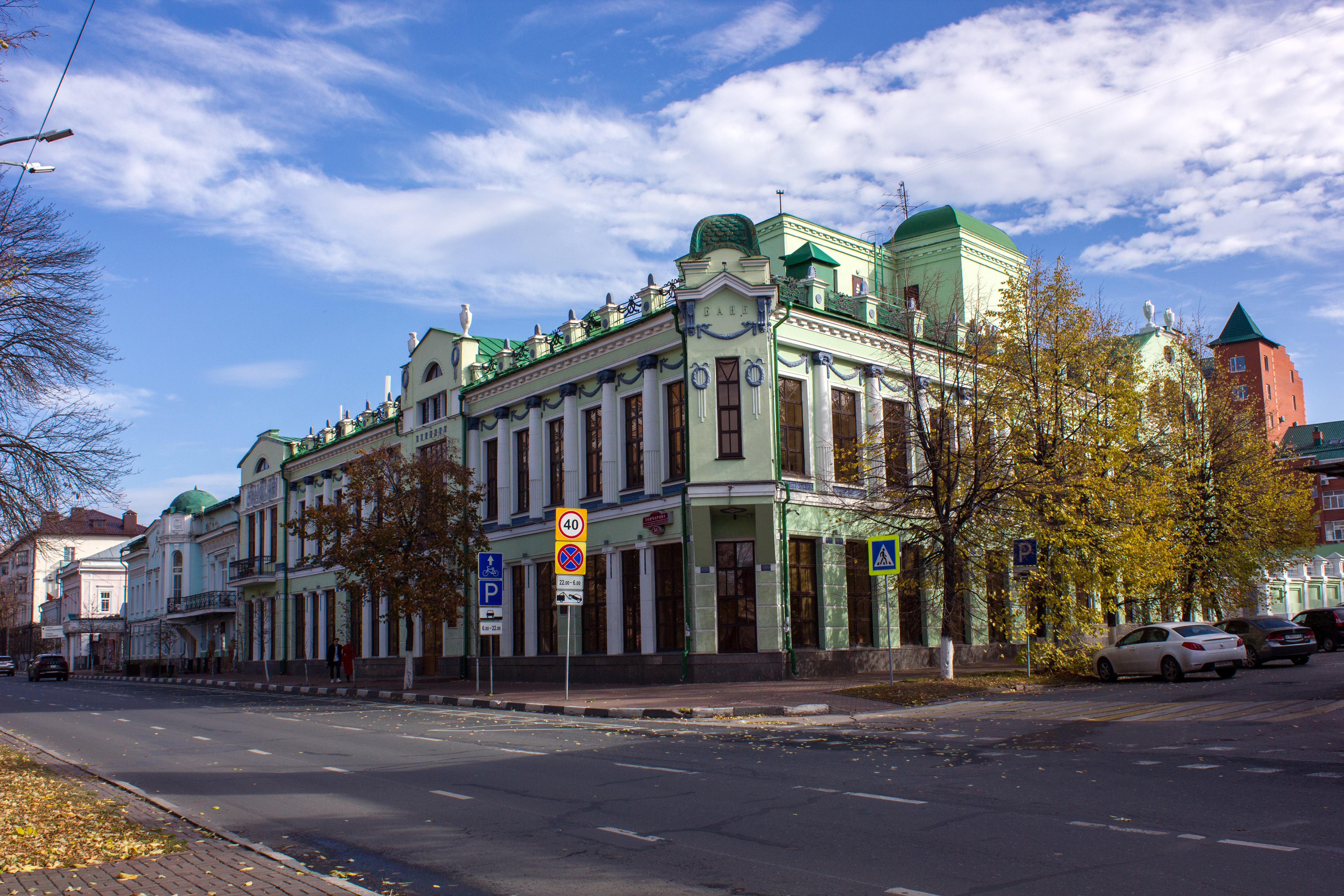
Бывшее здание для проживания командного состава и преподавателей школы (ул. Д. Ульянова, 1; Здание типографии А.Т. Токарева).